# Принц Яків Іванович
Я́ків Іва́нович Принц (нар. 28 вересня 1891, Чуча — пом. 23 травня 1966, Кишинів) — радянський вчений у галузі захисту рослин (ентомологія, фітопатологія) і виноградарства. Доктор біологічних наук з 1936 року, професор з 1937 року, академік АН Молдавської РСР з 1961 року.

## Біографія
Народився в селі Чуча (тепер Нижньогірський район Криму). 1917 року закінчив відділення природничих наук фізико-математичного факультету Московського університету. У 1917—1930 роках працював у науково-дослідних установах Азербайджану і Грузії. З 1930 року завідував відділом Всесоюзного науково-дослідного інституту виноградарства в Грузії. З 1934 року — завідувач лабораторії Всесоюзного інституту захисту рослин в Ленінграді, з 1946 року — завідувач лабораторії імунітету Молдавської станції Всесоюзного інституту захисту рослин, у 1950—1956 роках — завідувач відділу захисту рослин Інституту плодівництва, виноградарства і виноробства Молдавської філії АН СРСР. З 1957 року завідувач лабораторії безхребетних тварин Інституту зоології АН Молдови.
Помер 23 травня 1966 року в Кишиневі.

## Наукова діяльність
Розробив метод хімічної боротьби з філоксерою шляхом фумігації ґрунту діхлоретаном, парадіхлорбензолом, гексахлорбутадієном, який отримав визнання в СРСР і за кордоном. Обґрунтував доцільність вирощування кореневласної культури винограду з урахуванням ґрунтів, витривалості сортів до шкідників і періодичної обробки кущів гексахлорбутадієном. 1949 року запропонував (у співавторстві з А. В. Благовещенським) фенольну теорію імунітету винограду до філоксери та інше. Автор близько 170 робіт, у тому числі 14 монографій і підручників, власник 3 свідоцтв на винаходи та інше. Серед робіт:
- La lutte contre le Phylloxera. — Progr. agric. vitic, 1954, № 14—15;
- Культура европейского корнесобственного винограда в Молдавии. — 2-е изд. — К., 1960;
- Вредители и болезни виноградной лозы. — 2-е изд. — Москва, 1962;
- Виноградная филлоксера и меры борьбы с ней. — Москва, 1965;
- Iskustva s uzgojem vinove loze na vlastitom korejenu u podrucjima SSSP parazeni filokserom. — Agronomski glasnic, 1966, broj 8—9.